# Žana Marić
Žana Marić rođena Čović, (20. kolovoza 1989.), hrvatska rukometašica, članica madjarskog rukometnog kluba Mosonmagyaróvári Kézilabda Club. Članica je i hrvatske rukometne reprezentacije.  Igra na poziciji vanjske igračice.
Članica svih mlađih reprezentativnih selekcija hrvatske reprezentacije. 
Mediteranske igre 2013. osvaja brončanu medalju sa seniorskom reprezentacijom. 
Sudjeluje na lipanjskim pripremama hrvatske reprezentacije za OI 2012. odnosno na širem je popisu igračica koje je pozvao izbornik Vladimir Canjuga (20 od konačnih 14). S njom su na pripremama: Jelena Grubišić, Marta Žderić, Ivana Jelčić, Nikica Pušić-Koroljević, Maja Zebić, Aneta Peraica, Anita Gaće, Dijana Jovetić, Dragica Džono, Andrea Šerić, Vesna Milanović-Litre, Miranda Tatari, Ivana Lovrić, Andrea Penezić, Kristina Elez, Sonja Bašić, Lidija Horvat, Maida Arslanagić i Katarina Ježić.